# Шубенко-Шубін Леонід Олександрович
Леонід Олександрович Шубенко-Шубін (7 серпня 1907, місто Карс Російської імперії, тепер Туреччина — 1994, місто Харків) — вчений в галузі енергетики, виробництва й експлуатації турбін. Доктор технічних наук (1961), член-кореспондент АН УРСР (1951), дійсний член АН УРСР (1967). Герой Соціалістичної Праці (20.09.1962). Депутат Верховної Ради СРСР 6—7-го скликань.

## Життєпис
Народився в родині лікаря. Дитячі роки провів у місті Баку (Азербайджан). У 1924 році закінчив середню школу і поступив на математичне відділення Бакинського університету. На четвертому курсі перевівся в Ленінградський університет, який закінчив у 1930 році.
З 1930 року працював інженером-конструктором конструкторського бюро Ленінградського металевого заводу імені Сталіна. У 1931 році закінчив котлотурбінний факультет Ленінградського політехнічного інституту (Всесоюзний котлотурбінний інститут).
У 1937—1941 роках — заступник начальника конструкторського бюро парових турбін Кіровського заводу Ленінграду. Одночасно викладав у Ленінградському інституті інженерів залізничного транспорту та з 1933 року був асистеном Ленінградського політехнічного інституту.
Під час німецько-радянської війни разом із заводом був евакуйований на Урал, в місто Челябінськ. Керував конструкторською групою Кіровського заводу, у 1942—1944 роках працював заступником начальника турбомонтажного цеху. У 1943 році захистив кандидатську дисертацію.
Член ВКП(б) з 1943 року.
У 1944—1950 роках — головний інженер, директор Центрального науково-дослідного і проектно-конструкторського котлотурбінного інституту в місті Ленінграді.
У 1950—1967 роках — головний конструктор парових і газових турбін Харківського турбінного заводу імені Кірова. Одночасно (з 1957 року) працював у Харківському філіалі Інституту механіки АН УРСР.
З 1968 року — в Інституті проблем машинобудування АН УРСР в місті Харкові.
Основні праці — в галузі паро- і газотурбобудування, оптимізації процесів і конструкцій турбомашин та автоматизації їх проектування.

## Нагороди
- Герой Соціалістичної Праці (20.09.1962)
- орден Леніна (20.09.1962)
- орден Жовтневої Революції (22.07.1977)
- орден Трудового Червоного Прапора (29.10.1949)
- орден «Знак Пошани» (19.08.1967)
- медалі
- Сталінська премія ІІ ст. (1947)
- премія імені Георгія Федоровича Проскури АН УРСР (1982)
- заслужений винахідник Української РСР (1962)